# Јелени
Јелени (лат. Cervidae) су породица животиња из реда папкара (Artiodactyla). Породица обухвата 45 врста, између осталих и јелене, срне, ирвасе и лосове. Најупадљивија карактеристика ове породице су рогови који код различитих врста имају различит облик, а углавном их имају само мужјаци. Рогови ове породице битно се разликују од рогова породице шупљорожаца (Bovidae). Грађени су од коштане супстанце, и сваке године израсту нови, док су код шупљорожаца трајни и непрекидно расту цијели живот.

## Особине
Величина јелена варира од врсте до врсте: дужина тијела се креће од 70 до 290 cm, висина у раменима од 30 до 90 cm, а маса се креће од 7 до 800 kg. Највећа живјећа врста је лос, а најмања јужни пуду. Код већина врста је изражен полни диморфизам.
Облик тијела је различит, тако да неке врсте имају витка тијела, а неке набијену тјелесну грађу. Ноге су по правилу витке и сразмјерне дужине. Реп је углавном кратак. Боја крзна код већине је смеђа или сива. Младунчад већих врста имају пјеге по крзну, које само неке врсте задрже током цијелог живота.
Јелени су преживари, па према томе имају и грађу органа за варење као и остали преживари.

### Рогови
Карактеристика мужјака ове породице су рогови који остављају утисак код женки и служе за борбу са другим мужјацима за право на парење. Рогови јелена расту из коштаних израслина на челу, и, за разлику од рогова шупљорожаца, грађени су од коштане супстанце. Облик рогова зависи од врсте и старости јединке. Код неких врста су једноставне, равне и глатке израслине, док су код других врло разгранати.
За вријеме раста обавијени су кожом („баст“), која снабдјева коштану творевину крљу, и прекривени кратком длаком. Када досегну пуну величину, кожа одумире и више не снабдјева рогове крвљу, па не осјећају бол. Животиње их тада скидају стругањем о растиње. Након периода парења, мужјаци их одбацују и тада започиње раст нових. Код врста са одређеним временом парење, губљење рогова се догађа у одређено вријеме. Код срна и мужјака ирваса се дешава у касну јесен, а код женки ирваса и других европских врста у касној зими или прољеће. За врсте које живе у тропима, за овај процес нема одређеног времена.
Од овог правила одступају водени јелени који уопште немају рогове, као и ирваси код којих оба пола, као једини у породици, имају рогове.

### Глава и зуби
Предњи дио главе је издужен, а уши су дуге и усправне. Сузни канал се грана, а на предњем рубу очне дупље налазе се два сузна отвора. Ниједна врста нема секутиће у горњој вилици, али у доњој имају шест, по три у свакој половини. Код врста које немају (водени јелен) или имају мале рогове (род мужјаци), горњи очњаци су увећани и излазе из уста, док су код осталих врста врло мали или их уопште нема. Доњи очњаци личе на секутиће. У свакој половини чељусти имају три предкутњака и три кутњака са ниским крунама. Укупно имају 32-34 зуба, а дентална формула је сљедећа:
| 0.0-1.3.3 |
| 3.1.3.3   |

### Удови
Као код свих папкара осовина ноге је између трећег и четвртог прста који су увећани и једини додирују подлогу. Уопште немају први прст, док су други и пети смањени и не додирују подлогу. Степен редукције другог и петог прста је веома важан критеријум код разликовања између потпородица. Код већине врста се између прстију налазе мирисне жлијезде.

## Распрострањеност и животни простор
Природно станиште великог број врста обухвата пространства Евроазије и Америка. У Африци настањују само сјеверне дијелове, јужно од Сахаре их уопште нема. Људи су их довели и на подручја на којима нису живјели, тако да их данас има и у Аустралији, Новом Зеланду, Новој Гвинеји и неким Карипским острвима.

## Начин живота
Неке врсте су самотњаци, али већина живи у групама чија бројност зависи од врсте и околине. Најчешће су то групе у којима мужјак окупља више женки и потомство и не подноси присуство другог конкурентског мужјака. То значи да влада полигинијско понашање при парењу, тј. један мужјак се пари са више женки. Током времена парења, мужјаци се често боре за право на парење. Борбе се воде кљовастим очњацима (код мужјака) или роговима чија величина варира, као што је већ речено, са раздобљем парења. За међусобно споразумјевање, као и обиљежавање територије, користе се секретом жлијезда на глави и између прстију, као и урином.
У тропима парење се може одвијати током цијеле године, док је у умјереним подручјима углавном у јесен или зиму. Вријеме бременитости је најчешће од шест до осам мјесеци. Женка рађа једно или двоје младунаца, а понекад чак и више.
Јелени су биљоједи и хране се различитим дијеловима биљке, али за разлику од шупљорожаца, радије бирају мекше и сочније дијелове.

## Јелени и људи

### Корист и угроженост
Људи од давнина из различитих разлога лове јелене. Са једне стране ловом се добија месо, као и кожа и крзно. Са друге стране лов може бити спортска активност, током које највише страдају мужјаци због својих грандиозних рогова. Једна врста срна је припитомљена и од ње се не користи само месо, кожа и крзно, него и млијеко, а може и да служи током преноса терета. Као животиње које се користе за лов, велики број врста је доведен на подручја која нису њихова природна и првобитна станишта.
Насупрот новој распрострањености појединих врста, постоји опасност од изумирања низа других врста. За њихово изумирање крив је лов, као и уништавање природног станишта. Врста Шомбургков јелен (лат. Rucervus schomburgki) је истребљена у 20. вијеку, а друга врста, Давидов јелен (лат. Elaphurus davidianus) је избјегла ту судбину захваљујући узгоју у европским узгајалиштима, али још се сматра крајње угроженом врстом. Списак  садржи четири врсте у групи јако угрожених врста, а шест у групи угрожених, док за неке недостају прецизни подаци.

### Јелени у култури
Јелени су саставни дио митологија и култура многих народа. Још током палеолита настајали су пећински цртежи, како животиња, тако и људи са јеленским роговима. Све старе културе су познавале неки облик обожавања јелена. Тако се срећу у келтској, грчкој и нордијској митологији, као и у хришћанству.

## Систематика

### Живуће потпородице родови и врсте
Класификација породице јелена (Cervidae) заснована на молекуларним и филогенетским студијама зоолога Гроувса, Граба и других:
- Потпородица Capreolinae
  - Племе Alceini
    - Род Alces
      - Лос (A. alces)

  - Племе Capreolini
    - Род Capreolus
      - Срна (C. capreolus)
      - Сибирска срна (C. pygargus)

  - Племе Rangiferini или Odocoileini
    - Род Blastocerus
      - Мочварни јелен (B. dichotomus)

    - Род Hippocamelus
      - Северни гвемали (H. antisensis)
      - Јужни гвемали (H. bisulcus)

    - Род Mazama
      - Амазонска мазама (M. nemorivaga)
      - Централноамеричка мазама (M. temama)
      - Патуљаста мазама (M. chunyi)
      - Сива мазама (M. gouazoubira)
      - Риђа мазама (M. rufina)
      - Меридска мазама (M. bricenii)
      - Мала мазама (M. nana)
      - Велика мазама (M. americana)
      - Борорска мазама (M. bororo)
      - Јукатанска мазама (M. pandora)

    - Род Odocoileus
      - Ушати јелен (O. hemionus)
      - Белорепи јелен (O. virginianus)

    - Род Ozotoceros
      - Пампаски јелен (O. bezoarticus)

    - Род Pudu
      - Северни пуду (P. mephistophiles)
      - Јужни пуду (P. pudu)

    - Род Rangifer
      - Ирвас (R. tarandus)
- Потпородица Cervinae
  - Племе Cervini
    - Род Axis
      - Читал (A. axis)

    - Род Cervus
      - Европски јелен (C. elaphus)
      - Торолдов јелен (C. albirostris)
      - Сика јелен (C. nippon)
      - Вапити (C. canadensis)

    - Род Dama
      - Јелен лопатар (D. dama)
      - Персијски јелен лопатар (D. mesopotamica)

    - Род Elaphurus
      - Пер Давидов јелен (E. davidianus)

    - Род Hyelaphus
      - Кулијев јелен (H. kuhlii)
      - Каламијански јелен (H. calamianensis)
      - Индијски свињски јелен (H. porcinus)
      - Индокинески свињски јелен (H. annamiticus)

    - Род Panolia[7]
      - Елдијев јелен (P. eldii)

    - Род Rucervus
      - Барашинга јелен (R. duvaucelii)

    - Род Rusa
      - Филипински самбар (R. marianna)
      - Филипински пегави јелен (R. alfredi)
      - Сундски самбар (R. timorensis)
      - Самбар (R. unicolor)

  - Племе Muntiacini
    - Род Elaphodus
      - Ћубасти јелен (E. cephalophus)

    - Род Muntiacus
      - Анамитски мунтјак (M. truongsonensis)
      - Борнејски жути мунтјак (M. atherodes)
      - Феин мунтјак (M. feae)
      - Џиновски мунтјак (M. vuquangensis)
      - Гонгшански мунтјак (M. gongshanensis)
      - Црни мунтјак (M. crinifrons)
      - Индијски мунтјак (M. muntjak)
      - Путајски мунтјак (M. putaoensis)
      - Пухоатски мунтјак (M. puhoatensis)
      - Кинески мунтјак (M. reevesi)
      - Рузвелтов мунтјак (M. rooseveltorum)
      - Суматрански мунтјак (M. montanum)
- Потпородица Hydropotinae
  - Племе Hydropotini
    - Род Hydropotes
      - Водени јелен (H. inermis)

### Изумрле потпородице родови и врсте
Класификација изумрлих потпородица, родова и врста (чији фосили су познати):
- Потпородица Procervulinae (Miocene)[8]
  - Род Procervulus
    - P. dichotoma
- Потпородица Cervinae
  - Племе Muntiacini
    - Род Dicrocerus
      - D. elegans
      - D. furcatus
      - D. necatus
      - D. teres
      - D. trilateralis

    - Род Euprox[9]
      - E. robustus
      - E. furcatus

    - Род Eustyloceros[10]
      - E. blainvillei
      - E. hezhengensis
      - E. longchuanensis
      - E. maci
      - E. pidoplitschkoi
      - E. propria

    - Род Muntiacus
      - M. leilaoensis
      - M. pliocaenicus
      - M. polonicus

    - Род Paracervulus
    - Род Stephanocemas[11]
      - S. actauensis
      - S. aralensis
      - S. chinghaiensis
      - S. palmatus
      - S. rucha
      - S. thomsoni

  - Племе Cervini 
    - Род Allocaenelaphus
    - Род Arvernoceros[12]
      - A. giuli

    - Род Axis
      - A. nesti
      - A. eurygonos

    - Род Candiacervus
      - C. rethymnensis
      - C. major
      - C. dorothensis
      - C. ropalophorus
      - C. cretensis

    - Род Cervavitus
    - Род Cervus
      - C. ertborni
      - C. falconeri
      - C. giganteus
      - C. rhenanus
      - C. lascrucensis

    - Род Croizetoceros[13]
      - C. ramosus

    - Род Dama[14]
      - D. dolichopsis
      - D. ensifer
      - D. laevicornis
      - D. virginiana
      - D. whitneyi

    - Род Elaphurus
      - E. formosanus
      - E. meziesianus
      - E. bifurcatus
      - E. shikamai

    - Род Eucladoceros
      - Eucladoceros tetraceros

    - Род Gona
      - G. sinhalaya

    - Род Megaloceros
      - M. antecedens
      - M. giganteus

    - Род Neomegaloceros
    - Род Nesoleipoceros
    - Род Orchonoceros
    - Род Pliocervus
    - Род Praemegaceros
      - P. obscurus
      - P. dawkinsi
      - P. savini
      - P. verticornis
      - P. cazioti

    - Род Praesinomegaceros
      - P. venustus
      - P. asiaticus

    - Род Pselcupsoceros
    - Род Pseudodama[15]
    - Род Rucervus
      - Шомбургков јелен (R. schomburgki)

    - Род Sinomegaceros
      - S. luochuanensis
      - S. pachyosteus
- Потпородица Capreolinae
  - Племе Capreolini
    - Род Bretzia
      - B. pseudalces
      - B. nebrascensis

    - Род Capreolus
      - C. constantini
      - C. suessenbornensis

    - Род Cervalces
      - C. latifrons
      - C. scotti

    - Род Libralces
      - L. gallicus
      - L. reynoldsi

    - Род Procapreolus
      - P. cusanus
      - P. moldavicus
      - P. stenos
      - P. ucrainicus

    - Род Pseudalces
      - P. mirandus
      - P. wenzensis

  - Племе Rangiferini
    - Род Aglamaceros
    - Род Antifer
      - A. ultra
      - A. crassus

    - Род Blastocerus
      - B. extraneus
      - B. arpeitianus

    - Род Charitoceros
    - Род Eocoileus
      - E. gentryorum

    - Род Epieuryceros
      - E. proximus
      - E. truncus

    - Род Morenelaphus
      - M. lujanensis
      - M. brachyceros
      - M. fragilis

    - Род Odocoileus
      - O. brachyodontus
      - O. dolichopsis
      - O. laevicornis
      - O. sellardsiae
      - O. lucasi

    - Род Torontoceros
      - T. hypocaeus